# Хенрикс, Теренс Томас
Те́ренс То́мас «Том» Хе́нрикс (англ. Terence Thomas «Tom» Henricks; род. 1952) — астронавт НАСА. Совершил четыре космических полёта на шаттлах: STS-44 (1991, «Атлантис»), STS-55 (1993, «Колумбия»), STS-70 (1995, «Дискавери») и STS-78 (1996, «Колумбия»), полковник ВВС США.

## Личные данные и образование
Теренс Хенрикс родился 5 июля 1952 года в городе Брюн, штат Огайо. Но своим родным считает город Вудвилл, штат Огайо, где в 1970 году окончил среднюю школу. В 1974 году получил степень бакалавра наук в области гражданское строительство в Академии ВВС США. В июле 1982 году получил степень магистра наук в области государственное управление.
Жена: Грэхэм Ребекка Маршалл, из штата Техас, у них трое детей.

## До НАСА
Хенрикс прошёл обучение на лётчика самолёта F-4 на авиабазе «Крейг» в городе Сельма, штат Алабама, прошёл стажировку на авиабазе «Хомстэд» в Майами, штат Флорида. Затем был переведён и летал на F-4 в Англии и Исландии. В 1980 году был переведён на авиабазу «Нэллис», Лас-Вегас, штат Невада. В 1983 году отучился в Школе лётчиков-испытателей ВВС США, стал служить на авиабазе Эдвардс, в Калифорнии, испытывал самолёты F-16C и их вооружение. Он совершил 747 прыжка с парашютом и входит в рейтинг парашютистов как «Мастер». Он летал более чем на 30 различных типах самолётов, имеет налет свыше 6 000 часов, и входит в коммерческий рейтинг пилотов FAA. Получил приглашение из НАСА в 1985 году.

## Подготовка к космическим полётам
В 1985 году был зачислен в отряд НАСА в составе 11-го набора, кандидатом в астронавты. Стал проходить обучение по курсу Общекосмической подготовки (ОКП) с августа 1985 года. По окончании курса, в июле 1986 года получил квалификацию «пилот» и назначение в Офис астронавтов НАСА. Он занимался вопросами оценки посадочных площадок для шаттлов по всему миру (в случае экстремальной ситуации), был помощником менеджера по сопряжению компьютерных программ и технических возможностей шаттлов, занимался исследованиями в Лаборатории электронного оборудования шаттлов в Космическом Центре имени Джонсона в Хьюстоне, штат Техас. Занимался испытаниями различных систем шаттлов по требованию из Космического Центра имени Кеннеди, штат Флорида. Был Начальником филиала, занимался созданием методик для работы астронавтов.

## Полёты в космос
- Первый полёт — STS-44[3], шаттл «Атлантис». C 24 ноября по 1 декабря 1991 года в качестве «пилота». Полёт по программе Министерства обороны США. Основной целью миссии были работы по программе «Defense Support (DSP)», вывод на орбиту спутника с разгонным блоком в виде инерциальной ракеты-носителя. Продолжительность полёта составила 6 суток 22 часа 52 минуты[4].
- Второй полёт — STS-55[5], шаттл «Колумбия». C 26 апреля по 6 мая 1993 года в качестве «пилота». Экипаж ставил научные эксперименты в многоразовой космической лаборатории «Спейслэб». Миссия была оплачена Германией. Астронавты провели 89 основных экспериментов по направлениям: материаловедение, биология, робототехника, астрономия и фотографирование Земли. Астронавты благополучно приземлились на авиабазе Эдвардс. Продолжительность полёта составила 9 суток 23 часа 40 минут[6].
- Третий полёт — STS-70[3], шаттл «Дискавери». C 13 по 22 июля 1995 года в качестве «командира корабля». Экипаж выполнил различные эксперименты и вывел на орбиту шестой и последний спутник НАСА — TDRS, для слежения и ретрансляции данных. Продолжительность полёта составила 8 суток 22 часа 21 минуту[7].
- Четвёртый полёт — STS-78[3], шаттл «Колумбия». C 20 июня по 7 июля 1996 года в качестве «командира корабля». В программу полёта входили эксперименты по космической биологии и медицине и по материаловедению в лабораторном модуле «Спейслэб»[8]. Астронавты благополучно приземлились на Авиабазе Эдвардс. Продолжительность полёта составила 16 суток 21 час 49 минут[9].

Общая продолжительность полётов в космос — 42 дня 18 часов 43 минуты.

## После полётов
Ушел из отряда астронавтов и из НАСА в ноябре 1997 года. В 1997 году начал работать в частном бизнесе. В настоящее время работает администратором в компании «Fortune 500».

## Награды и премии
Награждён: Медаль «За космический полёт» (1991, 1993, 1995 и 1996), Крест лётных заслуг (США), Медаль «За выдающееся лидерство», Медаль «За отличную службу» (США), Медаль «За похвальную службу» (США), Медаль похвальной службы (США) (дважды) и многие другие.